# Blockton
Blockton és una població dels Estats Units a l'estat d'Iowa. Segons el cens del 2000 tenia 192 habitants.

## Demografia
Segons el cens del 2000, Blockton tenia 192 habitants, 91 habitatges, i 52 famílies. La densitat de població era de 114 habitants per km².
Dels 91 habitatges en un 28,6% hi vivien nens de menys de 18 anys, en un 48,4% hi vivien parelles casades, en un 9,9% dones solteres, i en un 41,8% no eren unitats familiars. En el 36,3% dels habitatges hi vivien persones soles el 24,2% de les quals corresponia a persones de 65 anys o més que vivien soles. El nombre mitjà de persones vivint en cada habitatge era de 2,11 i el nombre mitjà de persones que vivien en cada família era de 2,75.
Per edats la població es repartia de la següent manera: un 22,9% tenia menys de 18 anys, un 9,4% entre 18 i 24, un 25% entre 25 i 44, un 21,4% de 45 a 60 i un 21,4% 65 anys o més.
L'edat mediana era de 40 anys. Per cada 100 dones de 18 o més anys hi havia 82,7 homes.
La renda mediana per habitatge era de 22.917 $ i la renda mediana per família de 28.125 $. Els homes tenien una renda mediana de 25.417 $ mentre que les dones 15.000 $. La renda per capita de la població era de 15.413 $. Entorn del 12,7% de les famílies i el 20% de la població estaven per davall del llindar de pobresa.

## Poblacions més properes
El següent diagrama mostra les poblacions més properes.